# エイコス
エイコス (古希: εἰκός) とは、古代ギリシア語で「もっともらしい」「真実らしい」「可能性」「確率」などを意味する語。古代ギリシア哲学者のティシアスが生み出したとされる論法。
古代ギリシアの民衆裁判所においては、事件の事実や被告人の動機等について確実な論証ができない場合に、その原告の弁護人は「被告が犯人である可能性を示す状況、動機、利益」などを並べて陪審員に訴えかけ、また被告の弁護人は「被告が犯人でない可能性を示す状況、動機、利益」などを並べて陪審員に訴えかけ、相互に「事件の事実」とする物語を形成して裁判を自陣に有利に進める。
状況証拠、間接証拠、傍証。
日本の哲学者の納富信留は、エイコスを「ありそうな(話)」と訳している。